# Mistastin River
Der Mistastin River ist ein 40 km langer rechter Nebenfluss des Head Brook in der kanadischen Provinz Neufundland und Labrador.

## Flusslauf
Der Mistastin River bildet den Abfluss des 338 m hoch gelegenen Mistastin Lake. Er verlässt den See an dessen Nordostufer. Er fließt in überwiegend nordöstlicher Richtung durch das Hügelland des Kanadischen Schildes im Osten der Labrador-Halbinsel. Entlang des oberen und mittleren Flusslaufes befinden sich zahlreiche Stromschnellen. Bei Flusskilometer 22,5 befindet sich ein 5,4 m hoher Wasserfall. Auf den unteren 10 Kilometern weist er ein mäandrierendes Verhalten mit zahlreichen Flussschlingen und Altarmen auf. 8 km oberhalb der Mündung trifft ein größerer Nebenfluss von links auf den Mistastin River. Dieser mündet schließlich in den Head Brook, den Quellfluss des Kogaluk River, 9 km oberhalb dessen Mündung in den Cabot Lake.

## Hydrologie
Der Mistastin River entwässert ein Areal von ungefähr 2000 km². Der mittlere Abfluss am Ausfluss aus dem Mistastin Lake beträgt 30,9 m³/s. Die Wasseroberfläche des Flusses gefriert im Winter. Die höchsten Abflüsse treten während der Schneeschmelze im Spätfrühjahr auf. Der abflussreichste Monat ist der Juni mit im Mittel 94,6 m³/s (an der Pegelmeßstelle).